# Alice Munro
Alice Munro (født 10. juli 1931, død 13. maj 2024) var en canadisk forfatter, der er berømt for sine noveller. Hun modtog i 2013 Nobelprisen i litteratur. I den forbindelse skrev The New York Times at hun har revolutioneret novellens arkitektur - som genre - ikke mindst ved sin tendens til ubesværet at skifte mellem fortid og nutid i novellerne. Mange af Munros historier foregår i det sydvestlige Ontario.
Munro slog i 1971 igennem med Pigeliv og Kvindeliv (Lives of Girls and Women). Hendes seneste novellesamling var For meget lykke (Too Much Happiness) fra 2009.
I 1992 blev Munro udenlandsk æresmedlem af American Academy of Arts and Letters.

## Opvækst
Munros mor var skolelærer og hendes far ejede en minkfarm. Munro studerede engelsk og journalistik på University of Western Ontario og i 1950 fik hun sin første novelle Dimensions of a shadow udgivet. For at tjene til livets ophold mens hun studerede, arbejdede hun som tjener, tobaksplukker og biblioteksassistent. i 1951 giftede hun sig med James Munro. Parret åbnede senere boghandlen Munros Books i Victoria.  

## Priser
- Governor general Award (Canada) 1968, 1976, 1988
- Man Booker International Prize, 2009
- Nobels litteraturpris, 2013